# سیئونسا
سیئونزا (به اسپانیایی: Sigüenza) یک دهستان در اسپانیا است که در استان گوادالاخارا واقع شده‌است. سیئونزا ۳۸۶٫۸۷ کیلومتر مربع مساحت و ۴٬۵۵۱ نفر جمعیت دارد و ۱٬۰۰۵ متر بالاتر از سطح دریا واقع شده‌است.

## خواهرخوانده
شهرهای Sainte-Livrade-sur-Lot و Vila Viçosa خواهرخوانده‌های سیئونزا هستند.